# Minato Motomachi (métro municipal de Kobe)
Minato Motomachi (みなと元町駅, Minato Motomachi-eki) est une station de la ligne Kaigan du métro municipal de Kobe. Elle est située dans l'arrondissement Chūō-ku de Kobe, dans la préfecture de Hyōgo au Japon.
Mise en service en 2001, elle est desservie par les rames de la ligne Kaigan (bleue).

## Situation sur le réseau

Plan du métro.

Établie en souterrain, Minato Motomachi est une station de passage de la ligne Kaigan (bleue) du métro municipal de Kobe. Elle est située entre la station Kyukyoryuchi-Daimarumae, en direction du terminus sud Sannomiya-Hanadokeimae, et la station Harborland, en direction du terminus nord Shin-Nagata.
Elle dispose d'un quai central encadré par les deux voies de la ligne.

## Histoire
La station Minato Motomachi est mise en service le 7 juillet 2001, lorsque le Bureau des transports municipaux de Kobe ouvre à l'exploitation les 7,9 kilomètres de la ligne Kaigan, entre Sannomiya-Hanadokeimae et  Shin-Nagata.